# Jim Anderson
Pour les articles homonymes, voir Anderson.
Temple de la renommée LAH : 2009
James William Anderson, dit Jim ou Jimmy Anderson, (né le 1er décembre 1930 à Pembroke au Canada - mort le 10 mars 2013 ) est un joueur professionnel canadien de hockey sur glace qui évoluait au poste d'ailier gauche.

## Carrière

### Joueur
Anderson commence sa carrière dans la LIH en 1949. De 1951 à 1954, il joue dans trois équipes de trois ligue différentes avant de signer avec les Indians de Springfield dans la Ligue américaine de hockey. C'est avec cette franchise, excepté un bref intermède avec les Bisons de Buffalo lors de la saison 1957-58, qu'il passe toute sa carrière jusqu'à sa retraite en 1970.
Lors de sa première saison avec les Indians dans la LAH, il termine troisième pointeur et meilleur buteur de son équipe, neuvième pointeur et deuxième buteur de la ligue et remporte le trophée Dudley-« Red »-Garrett remis au meilleur joueur recrue de l'année.
En 1960 il remporte sa première Coupe Calder avec les Indians. Il effectue ensuite sa meilleure saison en 1960-1961 où il termine meilleur buteur de la ligue avec 43 réalisations. Cette saison est également marquée par une nouvelle coupe Calder et une sélection dans la deuxième équipe d'étoiles de la LAH. Il remporte ensuite une troisième coupe Calder consécutive avec les Indians en 1962.
En 1964, il termine à nouveau meilleur buteur de la LAH, à égalité avec Yves Locas des Hornets de Pittsburgh en marquant 40 buts et il est à nouveau élu dans la deuxième équipe d'étoiles.
Au cours de la saison 1967-1968, il a l'occasion à 37 ans de jouer quelques matchs dans la LNH avec les Kings de Los Angeles et en profite pour y inscrire un but et trois points.
Il joue son dernier match professionnel avec les Kings de Springfield — nouveau nom des Indians depuis 1967 — lors de la saison 1969-70. Il quitte la LAH avec 943 matchs joués, 426 et 821 points marqués ce qui le classe dans les 10 meilleurs de l'histoire de la LAH dans ces trois catégorie.

### Entraîneur
Après sa carrière de joueur, il entame une brève carrière d'entraîneur. Il débute tout naturellement contre entraîneur-chef des Kings, remplaçant en cours de saison Johnny Wilson qui est partie prendre la tête des Kings de Los Angeles. Il reste comme le premier entraîneur de l'histoire des Capitals de Washington mais sera limogé en cours de saison après seulement quatre victoires en 54 matchs. La dernière équipe qu'il entraîne est celle des Indians mais ne parvient pas à les qualifier pour les séries et prend ensuite sa retraite d'entraîneur.

## Statistiques

### Joueur
| Saison     | Équipe                   | Ligue      |     | Saison régulière | Saison régulière | Saison régulière | Saison régulière | Saison régulière |    | Séries éliminatoires | Séries éliminatoires | Séries éliminatoires | Séries éliminatoires | Séries éliminatoires |
| Saison     | Équipe                   | Ligue      | PJ  | B                | A                | Pts              | Pun              | PJ               | B  | A                    | Pts                  | Pun                  |                      |                      |
| 1949-1950  | Hettche de Détroit       | LIH        | 31  | 18               | 14               | 32               | 12               |                  |    |                      |                      |                      |                      |                      |
| 1951-1952  | Miners de Glace Bay      | MMHL       | 88  | 51               | 33               | 84               | 14               |                  |    |                      |                      |                      |                      |                      |
| 1952-1953  | Cataractes de Shawinigan | LHSQ       | 22  | 7                | 4                | 11               | 8                |                  |    |                      |                      |                      |                      |                      |
| 1952-1953  | Flyers d'Edmonton        | WHL        | 44  | 11               | 11               | 22               | 8                | 15               | 12 | 3                    | 15                   | 0                    |                      |                      |
| 1953-1954  | Flyers d'Edmonton        | WHL        | 66  | 23               | 21               | 44               | 22               | 13               | 6  | 2                    | 8                    | 2                    |                      |                      |
| 1954-1955  | Indians de Springfield   | LAH        | 63  | 39               | 32               | 71               | 40               | 4                | 0  | 0                    | 0                    | 0                    |                      |                      |
| 1955-1956  | Indians de Springfield   | LAH        | 61  | 28               | 23               | 51               | 44               | --               | -- | --                   | --                   | --                   |                      |                      |
| 1956-1957  | Indians de Springfield   | LAH        | 64  | 30               | 25               | 55               | 32               | --               | -- | --                   | --                   | --                   |                      |                      |
| 1957-1958  | Lions de Trois-Rivières  | LHQ        | 34  | 14               | 18               | 32               | 2                |                  |    |                      |                      |                      |                      |                      |
| 1957-1958  | Indians de Springfield   | LAH        | 25  | 4                | 4                | 8                | 16               |                  |    |                      |                      |                      |                      |                      |
| 1957-1958  | Bisons de Buffalo        | LAH        | 25  | 4                | 4                | 8                | 16               |                  |    |                      |                      |                      |                      |                      |
| 1958-1959  | Indians de Springfield   | LAH        | 69  | 27               | 36               | 63               | 16               | --               | -- | --                   | --                   | --                   |                      |                      |
| 1959-1960  | Indians de Springfield   | LAH        | 56  | 16               | 21               | 37               | 10               | 4                | 1  | 0                    | 1                    | 0                    |                      |                      |
| 1960-1961  | Indians de Springfield   | LAH        | 72  | 43               | 38               | 81               | 18               | 8                | 5  | 0                    | 5                    | 0                    |                      |                      |
| 1961-1962  | Indians de Springfield   | LAH        | 70  | 38               | 41               | 79               | 24               | 11               | 7  | 1                    | 8                    | 2                    |                      |                      |
| 1962-1963  | Indians de Springfield   | LAH        | 70  | 35               | 26               | 61               | 6                | --               | -- | --                   | --                   | --                   |                      |                      |
| 1963-1964  | Indians de Springfield   | LAH        | 72  | 40               | 32               | 72               | 14               | --               | -- | --                   | --                   | --                   |                      |                      |
| 1964-1965  | Indians de Springfield   | LAH        | 72  | 40               | 29               | 69               | 14               | --               | -- | --                   | --                   | --                   |                      |                      |
| 1965-1966  | Indians de Springfield   | LAH        | 69  | 27               | 20               | 47               | 12               | 6                | 1  | 1                    | 2                    | 0                    |                      |                      |
| 1966-1967  | Indians de Springfield   | LAH        | 63  | 25               | 29               | 54               | 4                | --               | -- | --                   | --                   | --                   |                      |                      |
| 1967-1968  | Kings de Springfield     | LAH        | 62  | 22               | 24               | 46               | 26               | 4                | 0  | 1                    | 1                    | 2                    |                      |                      |
| 1967-1968  | Kings de Los Angeles     | LNH        | 7   | 1                | 2                | 3                | 2                | --               | -- | --                   | --                   | --                   |                      |                      |
| 1968-1969  | Kings de Springfield     | LAH        | 54  | 12               | 15               | 27               | 10               | --               | -- | --                   | --                   | --                   |                      |                      |
| 1969-1970  | Kings de Springfield     | LAH        | 1   | 0                | 0                | 0                | 0                | --               | -- | --                   | --                   | --                   |                      |                      |
| Totaux LAH | Totaux LAH               | Totaux LAH | 943 | 426              | 395              | 821              | 286              | 37               | 14 | 3                    | 17                   | 4                    |                      |                      |

### Entraîneur
| Saison    | Équipe                  | Ligue |    | PJ | V  | D | N      | % V           |  | Séries éliminatoires |
| 1969-1970 | Kings de Springfield    | LAH   |    |    |    |   |        |               |  |                      |
| 1971-1972 | Blazers d'Oklahoma City | CHL   | 72 | 29 | 34 | 9 | 46,5 % |               |  |                      |
| 1972-1973 | Gems de Dayton          | LIH   | 73 | 44 | 25 | 4 | 63 %   |               |  |                      |
| 1974-1975 | Capitals de Washington  | LNH   | 54 | 4  | 45 | 5 | 12,0 % | Non qualifiés |  |                      |
| 1975-1976 | Indians de Springfield  | LAH   | 76 | 33 | 39 | 4 | 46,1 % | Non qualifiés |  |                      |

## Honneurs et récompenses
- 1955 : trophée Dudley-« Red »-Garrett
- 2009 : membre du Temple de la renommée de la LAH